# SFC Opava
Slezský FC Opava é um clube de futebol profissional da República Tcheca, sediado na cidade de Opava. O clube joga na Fotbalová národní liga, a segunda divisão do futebol tcheco, depois de ser rebaixado ao final da temporada 2020-21.

## History
O clube esteve na Primeira Liga Tcheca de 1995 a 2000, ano em que foi rebaixado, mas retornando à primeira divisão na temporada seguinte. Após outro rebaixamento em 2002, eles retornaram novamente em 2003 e tiveram uma passagem de dois anos na elite do futebol nacional. No entanto, problemas internos levaram a um lento declínio do clube e ao rebaixamento para a divisão regional. O clube comemorou um retorno à Segunda Divisão em 2011 mas, depois de apenas duas temporadas, foram rebaixados de volta à Liga de Futebol da Morávia-Silésia (MSFL), uma das ligas regionais que compõe a Terceira Divisão Tcheca, em 2013. O clube ganhou a promoção de volta ao segundo nível logo em sua primeira temporada na MSFL. Venceram a Segunda Divisão em 2018, garantindo a promoção à divisão principal. Ali permaneceram até serem rebaixados novamente em 2021.

## Nomes históricos
- 1907–09 – Troppauer Fussballverein
- 1909–39 – Deutscher Sportverein Troppau
- 1939–45 – NS Turngemeinde Troppau
- 1945–48 – SK Slezan Opava
- 1948–50 – Sokol Slezan Opava
- 1950–53 – ZSJ SPJP Opava
- 1953–58 – TJ Baník Opava
- 1958–90 – TJ Ostroj Opava
- 1990–94 – FK Ostroj Opava
- 1994–98 – FC Kaučuk Opava
- Desce 1998 – SFC Opava

## Torcida e rivalidades
O clube tem um grupo de ultras chamados Opaváci que frequentemente produzem mosaicos e faixas, além de viajar para jogos fora de casa. Eles têm uma relação de amizade com os torcedores da equipa do Śląsk Wrocław e mantém intensas rivalidades com o FC Baník Ostrava e o FC Hlučín, com os jogos entre eles conhecidos como Derby da Silésia.

## Jogadores

### Equipe atual
- Atualizado até 30 de Junho de 2022.[6]

Nota: Bandeiras indicam equipe nacional, conforme definido pelas regras de elegibilidade da FIFA. Os jogadores podem ter mais de uma nacionalidade não-FIFA.
| N.º |         | Posição | Jogador        |
| --- | ------- | ------- | -------------- |
| 1   | Chéquia | G       | Mikuláš Kubný  |
| 5   | Chéquia | D       | Jan Žídek      |
| 6   | Chéquia | D       | Jiří Janoščín  |
| 7   | Chéquia | M       | Samuel Šigut   |
| 8   | Chéquia | M       | Michal Bílek   |
| 10  | Chéquia | A       | Denis Kramář   |
| 11  | Chéquia | A       | Tomáš Rataj    |
| 12  | Chéquia | M       | Adam Gorčica   |
| 14  | Chéquia | M       | David Macháček |
| 15  | Chéquia | D       | Adam Rychlý    |

| N.º |            | Posição | Jogador                                       |
| --- | ---------- | ------- | --------------------------------------------- |
| 18  | Chéquia    | D       | Josef Celba (por empréstimo do Baník Ostrava) |
| 19  | Chéquia    | D       | Matěj Helebrand                               |
| 21  | Chéquia    | D       | Jan Kadlec                                    |
| 23  | Polónia    | M       | Bartosz Pikul                                 |
| 24  | Chéquia    | D       | Oliver Putyera                                |
| 25  | Chéquia    | M       | Adam Ščudla                                   |
| 29  | Chéquia    | G       | Kryštof Lasák                                 |
| 30  | Eslováquia | G       | Štěpán Rolný                                  |
| 32  | Chéquia    | D       | Miloš Kopečný                                 |
|     | Brasil     | M       | Jonata Machado                                |

### Emprestados
Nota: Bandeiras indicam equipe nacional, conforme definido pelas regras de elegibilidade da FIFA. Os jogadores podem ter mais de uma nacionalidade não-FIFA.
| N.º |         | Posição | Jogador                             |
| --- | ------- | ------- | ----------------------------------- |
|     | Chéquia | D       | Dalibor Večerka (no Sparta Praga B) |

## Recordes na Primeira Divisão Tcheca
- Atualizado até 27 de Janeiro de 2022.[7]

| # | Nome             | Partidas |
| - | ---------------- | -------- |
| 1 | Jan Baránek      | 145      |
| 2 | Jaroslav Kolínek | 138      |
| 3 | Alois Grussmann  | 131      |
| 4 | Miroslav Kamas   | 129      |
| 5 | Roman Hendrych   | 119      |
| 6 | Tomáš Vychodil   | 93       |

| # | Nome            | Gols |
| - | --------------- | ---- |
| 1 | Alois Grussmann | 33   |
| 2 | Jan Baránek     | 17   |
| 3 | Radomír Prasek  | 13   |
| 4 | Roman Hendrych  | 12   |
| 4 | Martin Rozhon   | 12   |
| 4 | Jiří Bartl      | 12   |

### Jogos sem sofrer gols
| # | Nome           | Jogos |
| - | -------------- | ----- |
| 1 | René Twardzik  | 22    |
| 2 | Vilém Fendrich | 15    |
| 3 | Petr Vašek     | 11    |

## Managers[8]
- Vlastimil Bělík (1945–?)
- Jan Novák (final da década de 1940)
- Václav Smetánka (final da década de 1940)
- Karel Novák (1957)
- Milan Pouba (1958 – Abril de 1961)
- Josef Černohorský (Abril de 1961 – Setembro de 1961)
- Milan Pouba (Setembro de 1961 – 1963)
- Karel Čapek (1963 –1964)
- Milan Pouba (1964 –1965)
- Karel Čapek (1965 – Setembro de 1966)
- Jan Balnar (Setembro de 1966 – 1967)
- Milan Pouba (1967 – Agosto de 1968)
- Karel Novák (Setembro de 1968 – 1970)
- Anton Krásnohorský (1970)
- Evžen Hadamczik (1970–1978)
- Karel Větrovec (1978)
- Květoslav Stříž (1978)
- Milan Pouba (1978–1979)
- Petr Hudec (1979–1980)
- Milan Pouba (1980–1981)
- Alois Sommer (1981–1990)
- Petr Žemlík (1990–1992)
- Petr Ondrášek (1992)
- Oldřich Sedláček (1992 – Abril de 1993)
- Alois Sommer (1993)
- Jaroslav Pindor (1993)
- Jaroslav Gürtler (1993–1994)
- Petr Žemlík (1994–1997)
- Jiří Nejedlý (1997–1998)
- Petr Žemlík (1998)
- Jiří Bartl (1998–2000)
- Petr Uličný (2000)
- Bohuš Keler (2000–01)
- Miroslav Mentel (2001–02)
- Karel Jarůšek (2002–03)
- Pavel Hapal (2003–04)
- Vlastimil Palička (2004–05)
- Radoslav Látal (2008–09)
- Josef Mazura (2010–12)
- David Vavruška (2012–13)
- Jan Baránek (2013–16)
- Roman Skuhravý (2016–2018)
- Ivan Kopecký (2018–2019)
- Josef Dvorník (2019)
- Jiří Balcárek (2019–2020)
- Radoslav Kováč (2020–2021)
- Roman West (desde 2021)

## Melhores resultados
- Segunda Divisão
  - Vice-campeão 1994–95, 2000–01, 2002–03
- Liga de Futebol da Morávia-Silésia (terceiro nível nacional)
  - Campeões 2010–11, 2013–14
- Přebor Moravskoslezského kraje (quarto nível nacional)
  - Campeões 2005–06
- Copa da República Tcheca:
  - Vice-campeões 2016–17

## Resultados

### Recordes na Primeira Divisão Tcheca
- Melhor posição: 6.º (1995–96)
- Pior posição: 18.º (2020–21)
- Maior vitória em casa: Opava 5–0 Příbram (2018–19)
- Maior vitória fora: Slovácko 0–2 Opava (2018-19)
- Maior derrota em casa: Opava 0–6 Slavia Praga (2020-21)
- Maiores derrotas fora: Jablonec 5–0 Opava (2001–02), Mladá Boleslav 6–1 Opava (2018-19)